# 比爾勒山
比爾勒山（英語：Mount Bierle），是南極洲的山峰，位於維多利亞地的彭內爾海岸，處於格蘭霍姆山以北8公里，屬於阿德默勒爾蒂山脈的一部分，海拔高度2,360米，美國地質調查局根據測量和美國海軍拍攝的空中照片繪入地圖，現時由南極條約體系管理。